# Battaglia di Petervaradino
La battaglia di Petervaradino (5 agosto 1716) fu combattuta nell'ambito della guerra austro-turca 1716 – 1718 fra le truppe imperiali al comando del principe Eugenio di Savoia e quelle ottomane al comando del Gran visir Damad Alì.

## Antefatto
Nel dicembre 1714 il sultano Ahmed III aveva dichiarato guerra alla Repubblica di Venezia (Seconda guerra di Morea), parte più debole dell'alleanza stipulata nel 1684 fra Austria (Sacro Romano Impero), Polonia e la stessa Venezia. A metà del 1715 i turchi del Gran Visir Damad Alì avevano conquistato il Peloponneso, violando così gli accordi della Pace di Carlowitz. Nonostante i tentativi da parte dei turchi di rassicurare l'imperatore Carlo VI che il sultano non intendeva violare i patti di Carlowitz nei confronti dell'Austria ma solo appropriarsi di alcuni territori della Repubblica di Venezia sul Mediterraneo, l'Austria, per onorare il patto difensivo con quest'ultima, inviò un ultimatum al sultano intimandogli la ritirata dal Peloponneso: la risposta fu una dichiarazione di guerra.
Il sultano raccolse un esercito di circa 100000 effettivi, fra i quali si contavano 40000 giannizzeri costituenti il nerbo dell'armata, 20000 Spahi e circa 10000 Tatari, tutti al comando del Gran Visir Damad Alì.
Eugenio di Savoia decise di concentrare le proprie forze (poco più di 70000 effettivi) a Futog, presso la fortezza di Petervaradino, a causa del terreno che là egli considerava favorevole, e quindi si mosse con l'esercito Imperiale austriaco verso quella città ove provvide, sotto la protezione della fortezza, ad erigere un campo trincerato. Giunto il 9 giugno a Futak, Eugenio scoprì che gran parte dell'artiglieria ed alcuni reggimenti non erano ancora arrivati, né era giunta la flottiglia fluviale che doveva appoggiare l'armata durante l'attraversamento della Sava in direzione di Belgrado. Come sempre la macchina bellica austriaca era stata molto lenta a muoversi ed Eugenio di Savoia dovette suo malgrado lasciare l'iniziativa al nemico.
L'armata ottomana alla fine di luglio attraversò la Sava presso Semlin e percorrendo la riva destra del Danubio si diresse verso Carlowitz. Ci fu un primo scontro di cavalleria il 2 agosto nei pressi di Carlowitz ed il corpo inviato in perlustrazione da Eugenio perse circa 700 cavalieri fra i quali il comandante tenente generale conte Seyfried Breuner, che fu catturato e torturato a morte dai turchi. Il giorno dopo l'esercito ottomano era in vista di Petervaradino ed il Gran Visir inviò 30000 giannizzeri contro le postazioni austriache.

## Battaglia

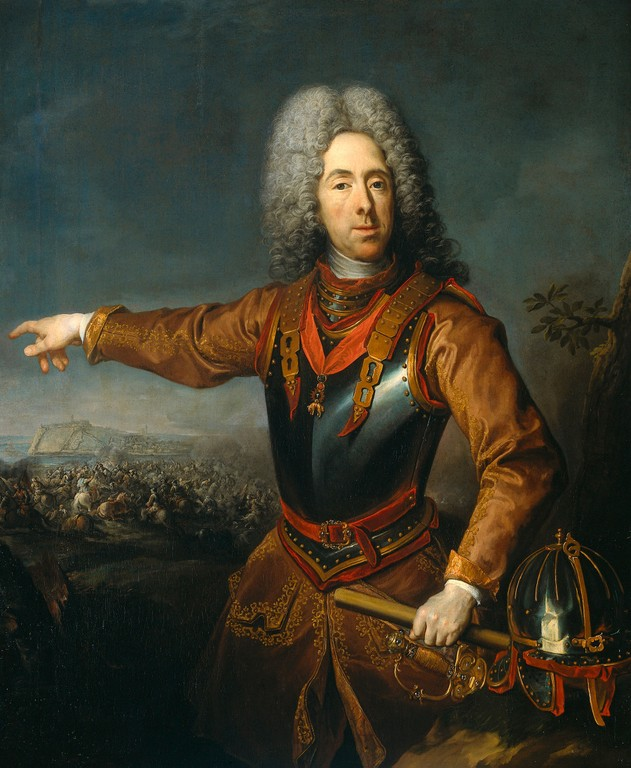
Il principe Eugenio di Savoia-Carignano (1663-1736), ritratto da Jacob van Schuppen (1718)

La notte fra il 4 ed il 5 agosto il grosso dell'esercito austriaco attraversò su due ponti di barche il Danubio ed occupò gli accampamenti fortificati. 
Il mattino del 5 agosto l'intera zona di Petrovaradino era ricoperta di neve: questo fatto fu considerato dal principe Eugenio una benedizione divina. Il mattino Eugenio di Savoia aprì le ostilità. Mentre l'ala destra dello schieramento austriaco agli ordini del principe Carlo Alessandro di Württemberg prendeva d'assalto una batteria di cannoni turca, il centro dello schieramento imperiale si trovò in difficoltà: l'esodo delle truppe austriache dalle strette uscite degli accampamenti era stato troppo lento, i giannizzeri vennero subito al contrattacco e ricacciarono gli imperiali negli accampamenti.
Allora Eugenio di Savoia riuscì a contenere l'attacco al centro con truppe di riserva ed inviò la sua cavalleria sul fianco sinistro dell'esercito turco che si trovò accerchiato. Nonostante l'intervento degli Spahi, il Gran Visir non riuscì a rompere l'accerchiamento e riordinare le sue truppe, mentre i tatari se ne andarono senza combattere.
Dopo che gli attaccanti turchi erano stati respinti, Eugenio di Savoia diresse personalmente l'attacco contro gli acquartieramenti del Gran Visir che trovò la morte in battaglia. Sostenuto dal fuoco di artiglieria di sei fregate fluviali austriache intervenute nel frattempo, l'esercito austriaco vinse il confronto ed appena 50000 turchi poterono mettersi in salvo verso Belgrado. Caddero in mano austriaca l'intero accampamento turco con 149 cannoni, 3 obici e 23 mortai, 156 bandiere, munizioni, cavalli, cammelli, bufali, 12000 sacchi di riso, 2500 botti di miele, 1000 carri di avena, 500 di caffè, 500 carri di gallette. Il principe Eugenio tuttavia non poté inseguire gli sconfitti a causa della stanchezza dei suoi soldati e delle difficoltà di attraversamento dei fiumi per affrontare le quali non aveva materiale sufficiente.
Si limitò nei mesi successivi a cacciare i turchi dal Banato e dalla fortezza di Timișoara.

## Celebrazioni
Dopo la guerra fu eretta una chiesa a Tekije, sulla collina del campo di battaglia, dedicata a Nostra Signora di Tekije, anche nota con il nome di Nostra Signora della neve. La chiesa è speciale poiché ha altari sia ortodossi che cattolici ed è luogo di culto comune ai fedeli di entrambe le chiese. Il luogo è meta di pellegrinaggio ogni 5 agosto e la vittoria viene celebrata ogni anno nella fortezza di Petrovaradino.
Un raro trofeo turco catturato nella battaglia è ancora conservato nel Duomo di Lucca; il Conte Stefano Orsetti (si veda Famiglia Orsetti), lucchese e generale nell'esercito di Eugenio di Savoia, prese il trofeo al nemico nel corso della battaglia e lo offrì come ex voto al Volto Santo di Lucca. Il trofeo è costituito da una lancia turca con appesa una coda di cavallo.
Presso il Museo di Storia dell'Esercito a Vienna si trova invece conservata una fastosa tenda turca catturata al termine della battaglia.